# Правобережний район
Правобережний район (рос. Правобережный район, ос. Рахизфарсы район) — адміністративна одиниця республіки Північна Осетія Російської Федерації.
Адміністративний центр — місто Беслан.

## Адміністративний поділ
До складу району входять одне міське та 10 сільських поселень:
1. Батакоївське сільське поселення (село Батако)
2. Бесланське міське поселення (місто Беслан)
3. Брутське сільське поселення (село Брут)
4. Заманкульське сільське поселення (село Заманкул)
5. Зільгинське сільське поселення (село Зільги)
6. Новобатакоївське сільське поселення (село Новий Батакоюрт)
7. Ольгинське сільське поселення (село Долаково, село Ольгинське)
8. Раздзозьке сільське поселення (село Раздзог)
9. Фарновське сільське поселення (село Фарн)
10. Хумалазьке сільське поселення (село Хумалаг)
11. Цалицьке сільське поселення (село Цалик)